# Trubka Udacznaja

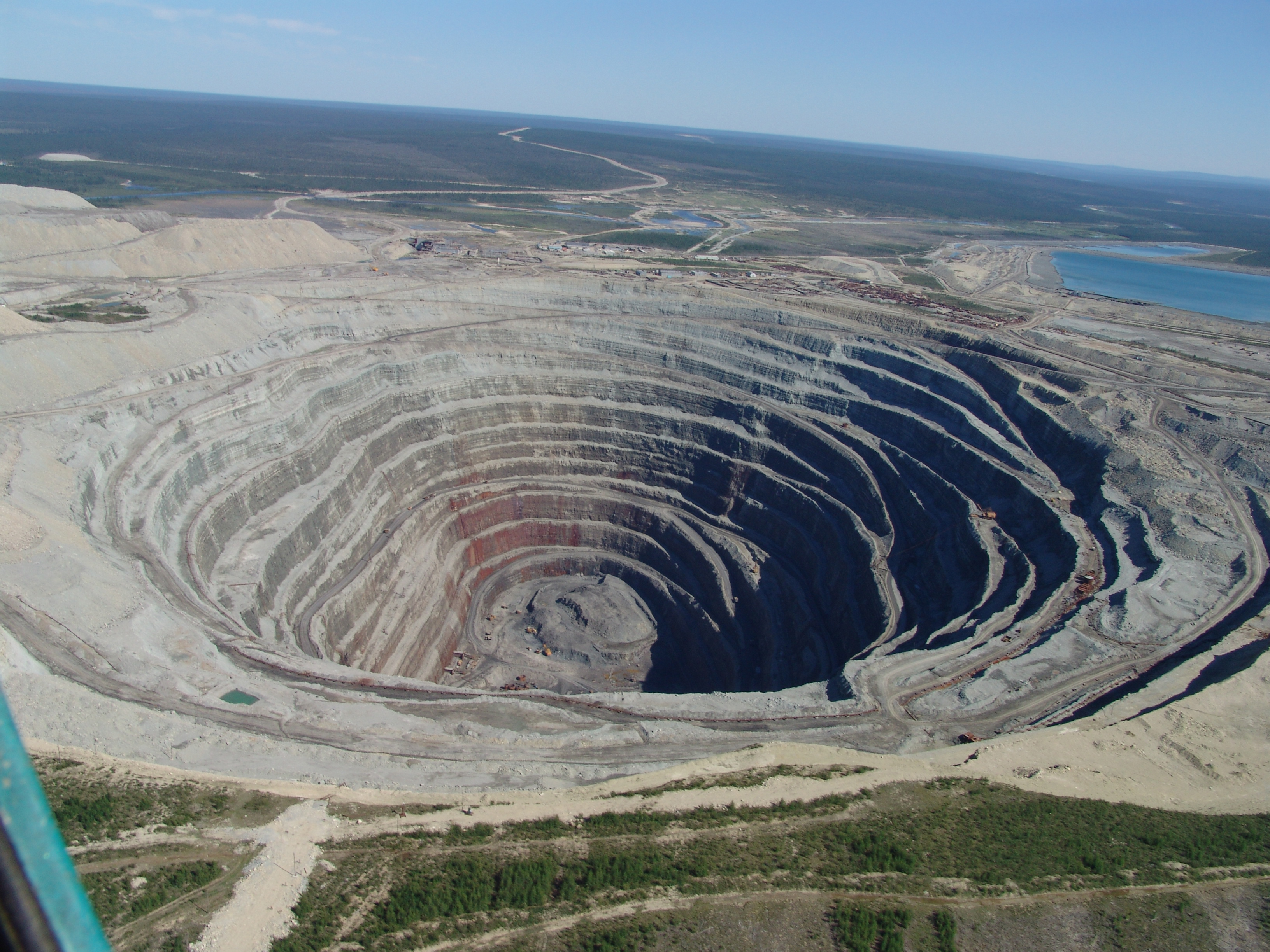
Kopalnia latem 2004 roku

Trubka Udacznaja  (ros. „Трубка Удачная”) – komin kimberlitowy, wielkie złoże i kopalnia diamentów w Jakucji, położone 20 kilometrów za kręgiem polarnym w okolicach miejscowości Udacznyj. Zostało odkryte 15 czerwca 1955 roku.
Jest to jedno z największych złóż diamentów na świecie. Składa się z dwóch warstw diamentonośnych – wschodniej i zachodniej. Otwarta w 1982 r. kopalnia Trubka Udacznaja jest jedną z największych odkrywek na świecie – wyrobisko jest długie na 1600 m, szerokie na 1200 m i głębokie na ponad 600 m. Ze względu na prądy powietrzne, które wywołuje, zabronione jest latanie nad nią helikopterami (miało już miejsce kilka wypadków). Większą część złoża już wydobyto, rozważa się eksploatację pozostałej jego części metodami podziemnymi.